# Sandra Záhlavová
Sandra Záhlavová (Plzeň, 10 de outubro de 1985) é uma tenista profissional tcheca, em 21 de junho de 2010 alcançou seu melhor ranking da WTA em simples sendo a N° 78 do mundo.

## Ligações Externas
- Perfil na WTA